# سلین، کرواسی
سُلین (به کرواتی: Solin, Croatia) شهری در ایالت اسپلیت-دالماتیا کشور کرواسی است که جمعیت آن در سال ۲۰۱۱ میلادی ۲۱٬۱۵۵ نفر بوده‌است.